# Урошевацкий округ

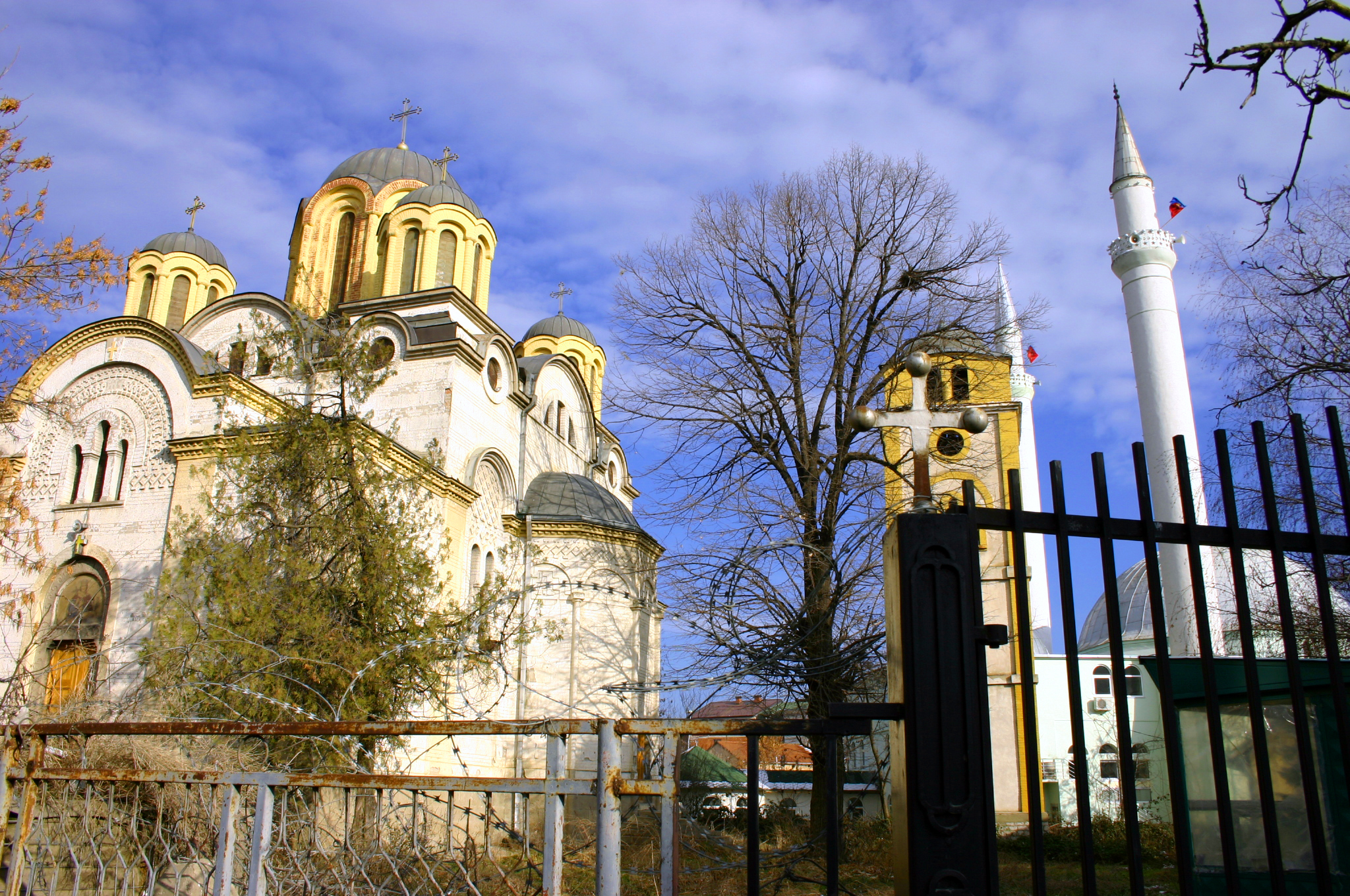
Православный храм в городе Урошевац

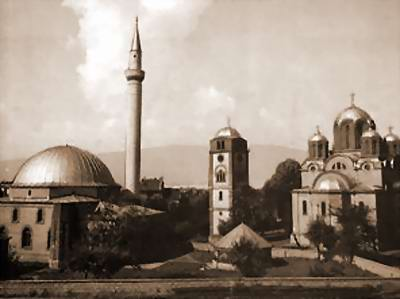
Мечеть в городе Урошевац

Урошевацкий округ (алб. Rajoni i Ferizajit; серб. Урошевачки округ/Uroševački okrug) — один из семи округов частично признанной Республики Косово с центром в городе Урошевац.
По административному делению Сербии соответствует южной половине Косовского округа. Северная часть Косовского округа, согласно административному делению Республики Косово, входит в Приштинский округ.
Основным населением округа являются албанцы, однако в Штрпце преобладают сербы и черногорцы.

## Общины
- Урошевац
- Штимле
- Штрпце — сербский анклав
- Качаник

## Города
- Урошевац
- Штимле
- Штрпце
- Качаник
- Дженерал-Янкович